# 169 км (платформа)
Платформа 169 км — пасажирський залізничний зупинний пункт Дніпровської дирекції Придніпровської залізниці на електрифікованій лінії Запоріжжя-Кам'янське — Нижньодніпровськ-Вузол між зупинним пунктом Платформа 165 км (4 км) та станцією Сухачівка (2 км). Розташований у західній частині Новокодацького району міста Дніпро, у житловому масиві Таромське.

## Пасажирське сполучення
На платформі 169 км зупиняються приміські електропоїзди західного напрямку станції Дніпро.

## Подія
22 червня 2019 року, близько 05:40, на зупинному пункті 169 км, у приміському електропоїзді, що прямував до станції П'ятихатки-Стикова виникла пожежа, під час якої пасажири, не чекаючи зупинки рухомого складу, почали вистрибувати з вагонів електропоїзду. Пожежа виникла через загоряння проводки. Дим швидко поширився вагонами електропоїзду та у пасажирів почалася паніка. Пасажири почали просто вистрибувати з вагонів, при цьому стрибати було досить високо і на камені, але це не зупиняло наляканих пасажирів. Внаслідок пожежі оминулося без постраждалих, у деяких пасажирів були лише збиті коліна. Оскільки чимало пасажирів поспішали на роботу, тому близько сотні осіб бігли через поле на маршрутку. Через 15 хвилин, після ліквідації пожежі, електропоїзд продовжив рух.